# 羅德尼奇基
49°59′19″N 38°26′9″E / 49.98861°N 38.43583°E
克里尼奇基（烏克蘭語：Кринички），2024年9月前名为羅德尼奇基（烏克蘭語：Роднички），是位於烏克蘭東部的村莊，由盧甘斯克州斯瓦托韋區的特羅伊茨凱市鎮負責管轄。該村始建於1952年，面積5平方公里，海拔高度174米，2001年人口5，人口密度每平方公里1人。
2024年9月19日，乌克兰最高拉达将此村的名字从羅德尼奇基改为克里尼奇基。